# Arne Paasche Aasen

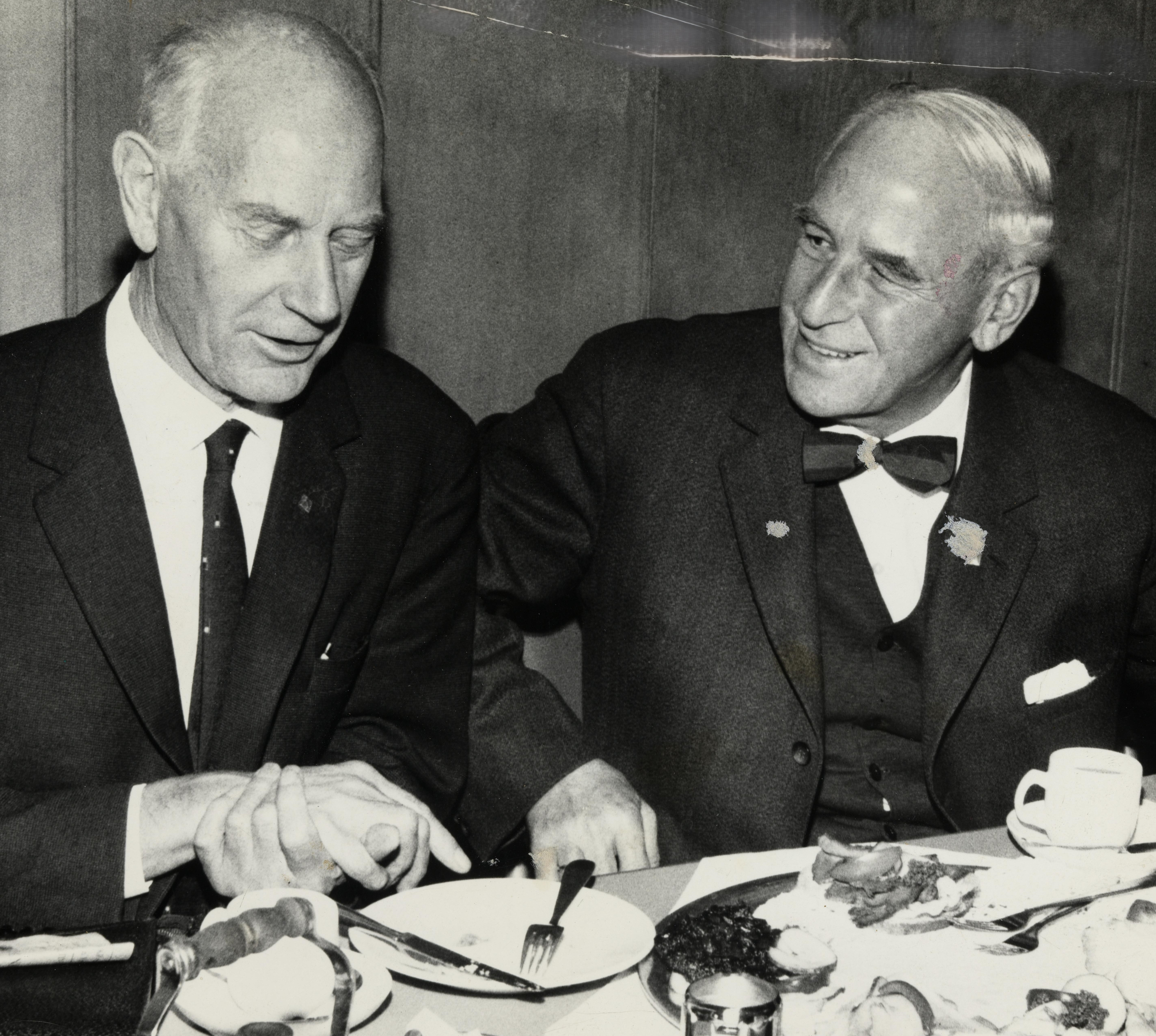

Arne Paasche Aasen, född 18 juni 1901 i Steinkjer, död 1 november 1978 i Oslo, var en norsk författare och lyriker, som debuterade med diktsamlingen Sigd og hammer 1921. Han trycktes även i svenska tidskrifter som Vi och Folket i Bild under 1930-talet och 1940-talet.
Aasen var sekreterare hos sovjetiske ministern i Oslo 1922-1923 och från 1926 anställd hos Det norske Arbeiderparti. Under den tyska ockupationen av Norge 1940-1945 levde Aasen som flykting i Sverige. Efter sin återkomst till Norge anställdes han som journalist vid Arbeiderbladet, där han skrev dikter under pseudonymen Dorian Red.

## Diktsamlingar
- 1921 - Sigd og hammer
- 1922 - De fem år
- 1923 - Høstens have
- 1923 - Vi brødre
- 1924 - Jernbyrd
- 1927 - Den dag i morgen
- 1930 - Plog og penn
- 1931 - Verden vårt hjem
- 1933 - Hotell Europa
- 1935 - Nakne livet
- 1937 - Blomster og brød
- 1939 - Blåveisfamilien
- 1950 - Bak hvert vindu